# Artania (schip, 1984)
De Artania is een cruiseschip van Phoenix Reisen. De Artania is een van de weinige cruiseschepen die niet beschikt over binnenhutten. 

## Geschiedenis
Het schip werd gebouwd voor Princess Cruises door Wärtsilä in Helsinki (Finland).
De oorspronkelijke naam was de Royal Princess, naar Diana, prinses van Wales. Het werd gedoopt tijdens een ceremonie in Southampton in het Verenigd Koninkrijk op 15 november 1984. De ceremonie werd bijgewoond door leden van het publiek, medewerkers van de P&O Princess Group en lokale en internationale hoogwaardigheidsbekleders, onder wie Mauno Koivisto, president van Finland. De bisschop van Southampton voerde een zegen voor de naamgeving.
Het schip werd overgebracht naar de vloot van P&O Cruises in april 2005 en herdoopt tot Artemis door Prunella Scales. De Artemis was het kleinste en oudste schip in de P&O Cruises-vloot.
In 2010 nam de Britse kapitein Sarah Breton de leiding over de Artemis. Ze werd hiermee de tweede vrouw ter wereld die kapitein werd van een groot cruiseschip en de eerste voor P&O.
Op 22 september 2009, na tal van geruchten, werd aangekondigd door P&O Cruises dat het schip is verkocht aan Artania Shipping voor een onbekend bedrag. Zij bleef varen voor P&O Cruises tot 22 april 2011, toen ze overgedragen werd aan Phoenix Reisen als Artania.